# Agârcia, Neamț
Agârcia este un sat în comuna Alexandru cel Bun din județul Neamț, Moldova, România.